# کالیکتیس
کالیکتی‌ها (نام علمی: Callichthys) یک جنس کوچک با ۴ عضو از گربه ماهیان آب شیرین در زیر خانواده Callichthyinae و از خانواده گربه ماهی‌های زره پوش است که هر ۴ گونه بومی آمریکای جنوبی است و در اکثر زهکشی‌های آب شیرین آمریکای جنوبی پراکنده است.

## گونه‌ها
در حال حاضر چهار گونه شناخته‌شده در این جنس وجود دارد:
- Callichthys callichthys (Linnaeus، 1758) (Cascarudo)
- Callichthys fabricioi Román-Valencia , Lehmann A. & Muñoz، 1999
- Callichthys oibaensis Ardila Rodríguez، 2006
- Callichthys serralabium Lehmann A. & RE dos Reis، 2004